# Boleráz
Boleráz (allemand : Frauendorf bei Tyrnau, hongrois : Bélaház) est un village de Slovaquie situé dans la région de Trnava.

## Histoire
Première mention écrite du village en 1240.

## Démographie

### Évolution de la population
| Année:               | 1994. | 2004.   | 2014.   | 2024.   |
| -------------------- | ----- | ------- | ------- | ------- |
| Nombre de personnes: | 1988  | 2062    | 2262    | 2395    |
| Différence:          |       | +3,72 % | +9,69 % | +5,87 % |

| Année:               | 2023. | 2024. |
| -------------------- | ----- | ----- |
| Nombre de personnes: | 2395  | 2395  |
| Différence:          |       | +0 %  |